# Baniana
Baniana es un género de lepidópteros perteneciente a la familia Erebidae. Anteriormente se lo ponía en la subfamilia Calpinae. Son originarios de América.

## Especies
- Baniana firmalis (Guenée, 1854)
- Baniana gobar Druce, in Godman and Salvin, 1898
- Baniana haga Schaus, 1912
- Baniana inaequalis Walker, 1862 (synonym: Baniana crucilla (Schaus, 1914))
- Baniana minor Lafontaine & Walsh, 2010
- Baniana relapsa Walker, 1858
- Baniana significans Walker, 1858